# Клара и Солнце (фильм)
«Клара и Солнце» (англ. Klara and the Sun) — будущий художественный фильм режиссёра Тайки Вайтити, экранизация одноимённого романа Кадзуо Исигуро. Главные роли в нём сыграют Дженна Ортега и Эми Адамс.

## Сюжет
Действие романа разворачивается в будущем, в котором некоторые дети генетически отредактированы для улучшения их умственных способностей. Поскольку обучение осуществляется исключительно дома с помощью экранных репетиторов, возможности для социализации детей ограничены, и родители, которые могут себе это позволить, часто покупают своим детям роботов-андроидов. Главная героиня фильма — андроид по имени Клара.

## В ролях
- Дженна Ортега — Клара
- Эми Адамс — Крис
- Миа Тария — Джози
- Аран Мёрфи — Рик
- Наташа Лионн
- Саймон Бейкер
- Стив Бушеми

## Создание и релиз
В июле 2020 года компания Sony 3000 Pictures купила права на экранизацию романа Кадзуо Исигуро «Клара и Солнце». О начале работы над фильмом стало известно в мае 2023 года. Главные роли получили Дженна Ортега и Эми Адамс. В феврале 2024 года к касту присоединились Миа Тария, Аран Мёрфи, Наташа Лионн и Саймон Бейкер, в августе стало известно, что роль в фильме получил Стив Бушеми. Съёмки начались в январе 2024 года. 
Ожидалось, что «Клара и Солнце» выйдет в прокат в США в конце 2024 года.